# Castillo de Vierlas
El castillo de Vierlas era una fortaleza situada en el municipio aragonés de Vierlas, Zaragoza, España.

## Descripción
Situado en la parte alta de la localidad, tan solo se conservan, un muro de mampostería de gran altura de no más de cuatro metros, las bodegas y unas columnas de piedra. Se ha ajardinado y se ha construido un mirador sobre el, enmascarando los exiguos restos del mismo.

## Historia
Existe constancia de la existencia del castillo en 1265, cuando pertenecía al Reino de Navarra. Posteriormente, ya bajo soberanía aragonesa, perteneció a la familia, señores de Malón aunque era el obispo de Tarazona el que nombraba los alcaides.